# Стилиян Петров (режисьор)
Стилиян Петров (роден през 1980 г. в Плевен) е български театрален режисьор. Режисирал е спектаклите „Части от цялото“ и „Нощта отвътре“ (в Сатиричния театър), „Става дума за любов…“ (в Народния театър). Негови са постановките „Невинните“ по романа „Майките“ на Теодора Димова (Театър 199) и „В ледовете“ по романа ѝ „Адриана“ и „Роман без заглавие“ на Димитър Димов. Поставил е и „Другият човек“ от Пьотр Гладилин в Театър 199, а заедно с Албена Георгиева – „Дакота/ Верига от думи“ и „Лятна история“ в театрална работилница „Сфумато“.
За представлението „Части от цялото“ по текстове на Йордан Радичков Стилиян Петров получава награда „Икар“ за дебют през 2005 г.